# Jacob Willem Kleine
Jacob Willem Kleine (Amsterdam, 25 februari 1815 – aldaar, 20 oktober 1898) was een Nederlands klarinettist.

## J.W. Kleine
Hij was zoon van Jacob Christoffel Kleine en Helena Ambrosia Accorsi. Hij was getrouwd met de aan de Stadsschouwburg verbonden danseres Catharina Maria Buhling en Johanna Elisabeth Borst. Zoon Willem Petrus ging ook de muziek in.
Hij vond zijn weg naar de klarinet door zijn vader, die hetzelfde beroep had. Al op jonge leeftijd mocht hij samen met zijn vader optreden voor koning Willem I der Nederlanden. Hij stond direct om zijn vaardigheid op het muziekinstrument. Hij trad toe tot het Parkorkest en speelde mee tijden Cecilia- en Felix Meritis-concerten. Hij vertrok naar Londen , werkte er enige tijd in het Drury Lane theater en speelde in het orkest van Julien. Hij keerde in 1847 terug naar Amsterdam en verbond zich weer aan het Parkorkest van Stumpff en de latere Amsterdamsche Orkest Vereeniging. In 1887 ging hij met pensioen.
In kleinere kring was bekend zijn blaaskwintet met Herman van Boom (fluit), Friedrich Krause (hobo), Johannes Meinardus Coenen (fagot) en Nicolaus Josephus Potdevin (hoorn).

## Familie
Bovenstaande maakte deel uit van een familie in die in de muziek zat (gegevens Viotta en Kruseman):
- stamhouder Johann Wilhelm Kleine (Wenen, 1723 – Den Haag, 1777) was hoboïst, kwam naar Nederland en vestigde zich in Den Haag (1752). Hij was musicus in een van de regimenten van prins Willem V en werd later kapelmeester bij de garde. Hij speelde tevens bij de Franse Opera en in de hofkapel.
  - zoon Willem George Evertus Kleine (Namen 1751 – Amsterdam 22 december 1820) was hoboïst bij de hofkapel van Willem V en de Franse Opera in Den Haag; speelde ook bij de garde van Lodewijk Napoleon. Vertrok in 1805 naar Amsterdam. Zijn zonen Willem Johan, Johannes Christoffel en George Wilhelm waren eveneens musici.
    - zoon Johan Willem Kleine (Den Haag, 1776- overleden in Parijs) was violist, onder andere bij het Franse toneel in Amsterdam, huwde een française, vertrok naar Parijs en speelde bij de Opéra Comqiue.
    - zoon Jacob Christoffel Kleine (Den Haag, 1785 – Amsterdam 1832) was klarinettist te Amsterdam, o.a. in de Stadsschouwburg, Felix Meritis en Cecilia; vader van bovenstaande Jacob Willem Kleine

  - zoon Henricus Christianus Kleine (Den Haag, juli 1754 – aldaar 1798) was klarinettist bij de lijfwacht van Prins Willem V en orkestlid bij de Franse Opera in Den Haag en later in Amsterdam. Aan aantal zonen van hem ging de muziek in: Diederik was klarinettist, Willem, Anthonius en Samuel speelden in het muziekkorps van Lodewijk Napoleon en Napoleon Bonaparte. De laatste drie sneuvelden bij een veldtocht bij Wilna.
    - zoon Hendricus Johan Wilhelm (Hein) Kleine (Den Haag, 1785 – Amsterdam, 23 augustus 1839), tweede zoon, was violist. Hij kreeg lessen van zijn vader en van Spohr, die hem uitnodigde naar Kassel te komen; Kleine bleef in Amsterdam, gaf concerten en speelde in het orkest van Felix Meritis en dirigeerde Eruditio Musica. Een zenuwziekte noopte hem te stoppen met optreden en verder te gaan als vioolleraar.

  - zoon Samuel Bernard Kleine (geboren, Den Haag, overleden Amsterdam 1818) was fagottist in de hofkapel van Prins Willem V en bij het orkest van de Franse Opera in Den Haag; vertrok naar Amsterdam op er te spelen bij het Franse Toneel.